# Dan Burincă
Dan Burincă född den 17 juni 1972 i Sibiu, Rumänien, är en rumänsk gymnast.
Han tog OS-silver i ringar i samband med de olympiska gymnastiktävlingarna 1996 i Atlanta.